# Timoudi
Timoudi là một đô thị thuộc tỉnh Béchar, Algérie. Dân số thời điểm năm 2002 là 2.116 người.